# Воля-Щуцинська
Воля-Щуцинська (пол. Wola Szczucińska) — село в Польщі, у гміні Щуцин Домбровського повіту Малопольського воєводства.
Населення — 551 особа (2011).
У 1975-1998 роках село належало до Тарновського воєводства.

## Демографія
Демографічна структура станом на 31 березня 2011 року:
|          | Загалом | Допрацездатний вік | Працездатний вік | Постпрацездатний вік |
| -------- | ------- | ------------------ | ---------------- | -------------------- |
| Чоловіки | 272     | 53                 | 196              | 23                   |
| Жінки    | 279     | 53                 | 168              | 58                   |
| Разом    | 551     | 106                | 364              | 81                   |